# 레레부아르

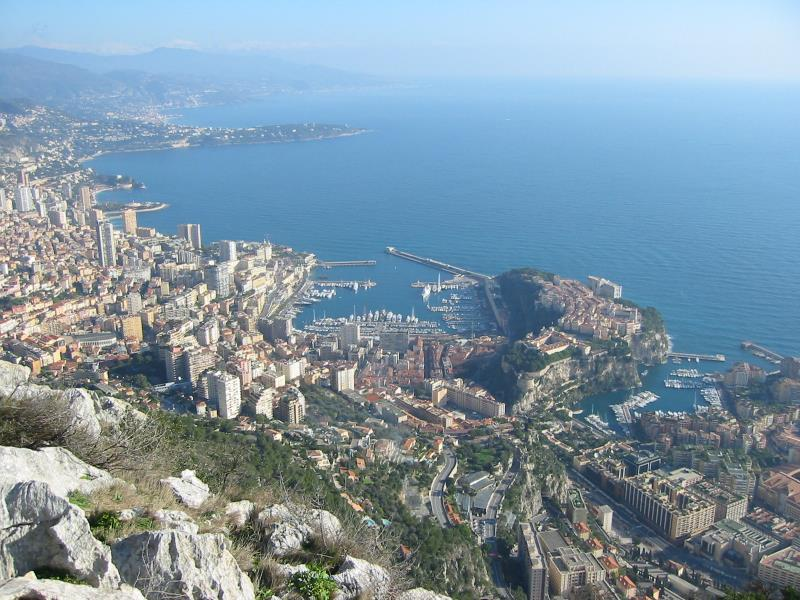
레레부아르

레레부아르(프랑스어: Les Révoires)는 모나코를 구성하는 10개 행정구 가운데 하나이며 면적은 0.09km2, 인구는 2,545명(2000년 기준)이다. 과거 라콩다민에서 분리되어 신설되었으며 모나코 북서부에 위치한다. 호텔과 베드 앤드 브렉퍼스트 등 관광 시설이 들어서 있다.